# Blomberg (herb szlachecki)

Blomberg (Blumberk) według heraldyków polskich

Blomberg według źródeł niemieckojęzycznych i Adama Bonieckiego

Blomberg (Blumberk, Blumecki) – polski herb szlachecki, pochodzenia inflanckiego.

## Opis herbu
Opisy z wykorzystaniem zasad blazonowania, zaproponowanych przez Alfreda Znamierowskiego:
W polu czerwonym w poprzek linią łukowatą przedzielonym jeden, a u dołu dwa półksiężyce srebrne barkami z sobą złączone, na kształt litery X.
Nad hełmem w koronie pomiędzy orlimi skrzydłami takie same X.
Herb ten ma swój odpowiednik w heraldyce inflanckiej, jest tam jednak nieco inaczej przedstawiany: w polu srebrnym, przedzielonym poprzecznym pasem srebrnym od góry dwa rzędem, a u dołu jedno żelazo czarne od kamienia młyńskiego. W klejnocie żelazo od kamienia młyńskiego jak w godle między dwoma skrzydłami orlimi - prawym srebrnym, lewym czarnym.
Jednym z nielicznych polskich heraldyków, którzy zrekonstruowali herb zgodnie z niemieckojęzycznymi źródłami, był Adam Boniecki.
W Inflantach funkcjonowała też baronowska wersja tego herbu, gdzie właściwy herb Blomberg był w polach II i III, w polach I i IV, złotych, po połowie orła czarnego, w polu sercowym, srebrnym, jakby dwa rzędy obłoków błękitnych. Klejnot I - pół lwa złotego w lewo, klejnot II - jak w herbie Blomberg, ale prawe skrzydło błękitne, lewe w pas złoto-czarne.

## Najwcześniejsze wzmianki
Herb przeniesiony z Inflant w XVI wieku. Kasper Niesiecki wzmiankuje Siferdusa a Blumberch, arcybiskupa ryskiego w 1400.

## Herbowni
Herb ten był herbem własnym, toteż do jego używania uprawniony jest tylko jeden ród herbownych:
Blumecki.